# Будівельне
Будівельне — селище в Україні, у Шосткинському районі Сумської області. Населення станом на 01.01.2016 рік становило 295 осіб. З 2020 року належить до Глухівської територіальної громади.

## Географічне положення
Селище Будівельне знаходиться в 2-х км від правого берега річки Клевень. До селища веде залізнична гілка від міста Глухів, тупиковий роз'їзд Заруцький.
На відстані 1 км від населеного пункту розташоване прикордонне село Білокопитове межуюче з курською областю в країні Росії. 
Відстань від кордону з Росією 2 км.
До міста Глухів 13 км.
До міста Суми 100 км.
До міста Курськ 150 км.

## Сьогодення
В селищі функціонує загальноосвітня школа І-ІІ ступенів, яка була побудована ще в 1953 році, а на даний момент є частиною Будівельнівського навчально-виховного комплексу (іншою складовою даного комплексу є дошкільний навчальний заклад «Зернятко» Глухівської міської ради, що знаходиться в селі Заруцьке).
12 червня 2020 року, відповідно до розпорядження Кабінету Міністрів України № 723-р «Про визначення адміністративних центрів та затвердження територій територіальних громад Сумської області», селище увійшло до складу Глухівської міської громади.
19 липня 2020 року, в результаті адміністративно-територіальної реформи та ліквідації Глухівського району, селище увійшло до складу новоутвореного Шосткинського району.

#### Російське вторгнення в Україну (з 2022)
5 серпня 2024 року ворог ударив із РСЗВ по с. Будівельному (7 вибухів). Ще був один вибух, ймовірно, скид НВП з БПЛа.
6 серпня 2024 року військові рф скинули 5 мін із 120-мм міномету по селу.
21 серпня 2024 року два обстріли, ймовірно ФПВ-дронами (2 вибухи) ворог здійснив по с. Будівельне та 1 вибух - по с. Білокопитове. Також по цьому селу ворог здійнив гранатометний обстріл (АГС) (10 вибухів).
27 серпня 2024 року за інформацією Генштабу ЗСУ ворог завдавав авіаударів по районах населених пунктів Есмань, Ворожба, Вільна Слобода, Атинське, Горіле, Безсалівка, Глухів, Михайлівське, Угроїди, Шалигине, Ямпіль, Яструбине, Іскриківщина, Білопілля, Бачівськ, Будівельне Сумської області.  
На даний момент у 2023 році російські військові обстрілюють з мінометів та артилерії села Білокопитове, Будівельне, Студенок та інші. Б'ють по громадській інфраструктурі та пошкоджують майно мирних жителів цих населених пунктів (джерело?).

## Заруцький вапновий завод
На околиці селища знаходиться виробнича дільниця ПАТ «Сумиагропромбуд», історична назва якої «Заруцький вапновий завод». За офіційними даними завод був заснований в 1932 році, хоча видобуток крейди тут розпочався ще в 19 столітті.
Підприємство є лідером у своїй галузі і займає перше місце в Україні за обсягами виробництва меленої крейди.Продукція цього підприємства має широке застосування в різних галузях української промисловості. Підприємство є виробником екологічного кальцієвого добрива, поставки якого вже здійснені таким великим гравцям аграрного ринку, як «Кернел», «Миронівський хлібопродукт», «Росток Холдинг», «Бонтруп Україна». З 2016 року було розроблено технологічне рішення для випуску нової для підприємства марки крейди «Крейда мелена для вапнування ґрунтів». Цей новий продукт дозволяє не тільки збільшити рентабельність вирощування сільськогосподарських культур, а й поліпшити стан орних земель. Крім цього, продукція підприємства успішно застосовується в тваринництві та виробництві комбікормів, виробництві сухих будівельних сумішей, скла, керамічної плитки, кабельної продукції, вогнетривів і підлогових покриттів.
Це підприємство є найбільшим, яке забезпечує роботою мешканців навколишніх сіл, зокрема Білокопитівської сільської ради.

## Посилання

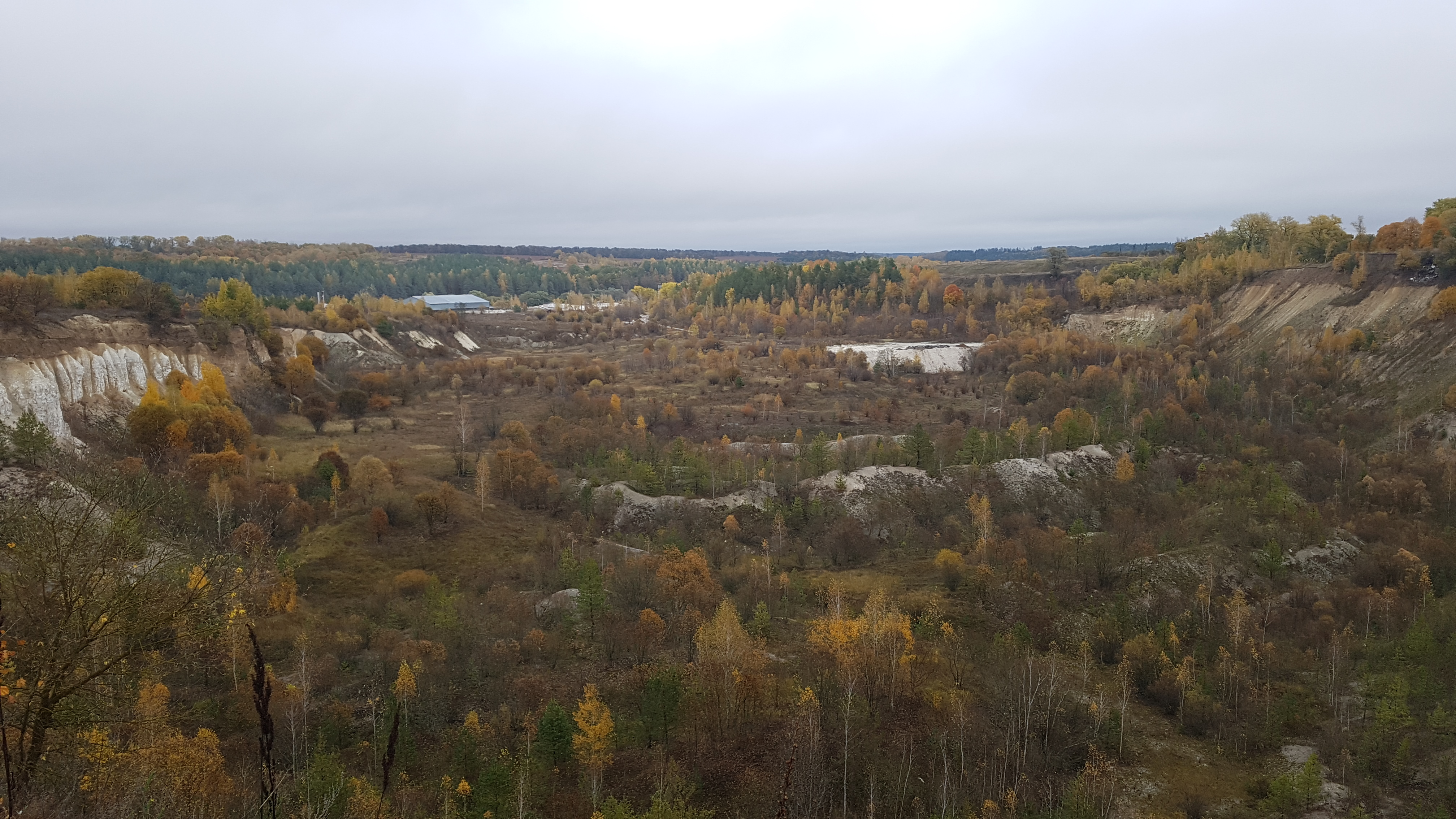
Крейдяні гори